# N46 (Niger)
Die N46 oder RN46 ist eine hochrangige Straße vom Typ Nationalstraße (französisch route nationale) in den Regionen Maradi und Zinder in Niger.

## Verlauf und Charakteristik
Die N46 ist insgesamt 28,8 Kilometer lang. Sie beginnt in der Stadt Matamèye in der Region Zinder, wo sie von der N10 abzweigt. Dann führt sie durch das Dorf Soki und erreicht die Region Maradi. Sie verläuft durch den Gemeindehauptort Korgom und endet an der N20.
Es handelt sich durchgängig um eine einfache Landstraße.